# Interstate 264 (Virginie)
L'Interstate 264 (I-264) est une autoroute de Virginie. Elle dessert le secteur des Hampton Roads sur un axe ouest–est. Elle relie les villes de Chesapeake, Portsmouth, Norfolk et Virginia Beach en plus de servir de lien direct entre les villes et les plages de la côte Atlantique.

## Description du tracé
L'autoroute débute à une jonction avec l'I-64 et l'I-664 (Hampton Roads Beltway) près de Bower's Hill à Chesapeake. Elle continue vers l'est pour traverser Portsmouth et passe par le Downtown Tunnel pour entrer à Norfolk. À l'échangeur avec l'I-464, l'I-264 se dirige au nord, traverse la Eastern Branch Elizabeth River et entre dans le centre-ville de Norfolk. L'I-264 continue son trajet vers l'est et croise l'I-64. Elle entre ensuite dans les limites de Virginia Beach, où elle se termine à l'intersection avec Parks Avenue, tout près des rives de l'océan Atlantique. À partir de ce point, la 21st et la 22nd streets continuent en rues à sens unique jusqu'à la US 60 (Pacific Avenue).
La section originale de l'I-264 commence à être discutée à la fin des années 1950. Elle devait initialement se connecter aux deux extrémités à l'I-64. C'est en 1999 que l'I-264 est prolongée jusqu'à Virginia Beach.

## Liste des sorties
| Interstate 264                                    |                                 |                |       |                    | | |
| Comté                                             | Municipalité                    | mi             | km    | Sortie             | Intersections / Destinations                                                                                                  | Notes                                                                                                 |
| City de Chesapeake                                | City de Chesapeake              | 0,00           | 0,00  |                    | I-64 / I-664 (Hampton Roads Beltway) vers US 13 / US 58 / US 460 – Chesapeake, Virginia Beach, Bowers Hill, Suffolk, Richmond | Terminus ouest de l'I-264; terminus est de l'I-64; terminus sud de l'I-664                            |
| City de Portsmouth                                | City de Portsmouth              | 1,33           | 2,14  | 2                  | Greenwood Drive | Indiqué sortie 2A (est) et 2B (ouest)                                                                 |
| City de Portsmouth                                | City de Portsmouth              | 2,62           | 4,22  | 3                  | Victory Boulevard | |
| City de Portsmouth                                | City de Portsmouth              | 3,56           | 5,73  | 4                  | SR 337 (en) est (Portsmouth Boulevard)                                                                                        | Sortie direction est, entrée direction ouest                                                          |
| City de Portsmouth                                | City de Portsmouth              | 3,56           | 5,73  | 4                  | SR 337 (en) ouest (Portsmouth Boulevard / US 460 Alt. ouest)                                                                  | Terminus ouest du multiplex avec US 460 Alt.; sortie direction ouest, entrée direction est            |
| City de Portsmouth                                | City de Portsmouth              | 4,28           | 6,89  | 5                  | US 17 (Frederick Boulevard)                                                                                                   | |
| City de Portsmouth                                | City de Portsmouth              | 5,27           | 8,48  | 6                  | SR 164 (en) (Martin Luther King Freeway) – Norfolk                                                                            | |
| City de Portsmouth                                | City de Portsmouth              | 5,94           | 9,56  | 7                  | SR 141 (en) (Effingham Street) / Crawford Street                                                                              | |
| City de Portsmouth                                | City de Portsmouth              | 6,50           | 10,46 | Péage électronique | Péage électronique | Péage électronique                                                                                    |
| Southern Branch Elizabeth River                   | Southern Branch Elizabeth River | 6,81           | 10,96 | Downtown Tunnel    | Downtown Tunnel | Downtown Tunnel                                                                                       |
| City de Norfolk                                   | City de Norfolk                 | 7,36           | 11,84 | 8                  | I-464 sud / Berkley Avenue – Chesapeake                                                                                       | |
| City de Norfolk                                   | City de Norfolk                 | Berkley Bridge |       |                    | | |
| City de Norfolk                                   | City de Norfolk                 | 7,52           | 12,10 | 9                  | Waterside Drive / St. Paul's Boulevard (US 460 Alt. est)                                                                      | Terminus est du multiplex avec US 460 Alt.                                                            |
| City de Norfolk                                   | City de Norfolk                 | 7,77           | 12,50 | 10                 | Tidewater Drive | Sortie direction est, entrée direction ouest                                                          |
| City de Norfolk                                   | City de Norfolk                 | 7,77           | 12,50 | 10                 | City Hall Avenue | Pas de sortie direction est                                                                           |
| City de Norfolk                                   | City de Norfolk                 | 8,68           | 13,97 | 11A                | US 460 ouest / SR 166 (en) ouest / SR 168 (en) sud (Campostella Road) / Claiborne Avenue                                      | Pas d'entrée direction ouest; indiqué sortie 11 direction est                                         |
| City de Norfolk                                   | City de Norfolk                 | 8,68           | 13,97 | 11B                | US 460 est / SR 166 (en) est / SR 168 (en) nord (Brambleton Avenue)                                                           | Sortie direction ouest, entrée direction est                                                          |
| City de Norfolk                                   | City de Norfolk                 | 9,49           | 15,27 | 12                 | Ballentine Boulevard | |
| City de Norfolk                                   | City de Norfolk                 |                |       | 13                 | US 13 (Military Highway) | Indiqué sortie 13A (sud) et 13B (nord)                                                                |
| City de Norfolk                                   | City de Norfolk                 | 12,88          | 20,73 | 14                 | I-64 (Hampton Roads Beltway) vers I-664 nord – Hampton, Chesapeake, Suffolk, Aéroport international de Norfolk                | Indiqué sortie 14A (est), 14B (ouest) et 14C (I-264 est vers I-64 ouest et I-264 ouest vers I-64 est) |
| City de Virginia Beach                            | City de Virginia Beach          | 13,62          | 21,92 | 15                 | Newton Road / Greenwich Road                                                                                                  | Indiqué sortie 15A (Newton Road sud) / Greenwich Road et 15B (Newton Road nord) en direction est      |
| City de Virginia Beach                            | City de Virginia Beach          | 15,02          | 24,17 | 16                 | Witchduck Road | |
| City de Virginia Beach                            | City de Virginia Beach          | 16,30          | 26,20 | 17                 | Independence Boulevard – Pembroke, Princess Anne                                                                              | Indiqué sortie 17A (sud) et 17B (nord)                                                                |
| City de Virginia Beach                            | City de Virginia Beach          | 18,64          | 30,00 | 18                 | Rosemont Road | |
| City de Virginia Beach                            | City de Virginia Beach          | 20,48          | 32,96 | 19                 | Lynnhaven Parkway | Indiqué sortie 19A (sud) et 19B (nord)                                                                |
| City de Virginia Beach                            | City de Virginia Beach          |                |       | 19C                | London Bridge Road | Sortie direction est, entrée direction ouest                                                          |
| City de Virginia Beach                            | City de Virginia Beach          | 21,65          | 34,84 | 20                 | US 58 est (Laskin Road) / Virginia Beach Boulevard                                                                            | Sortie direction est, entrée direction ouest                                                          |
| City de Virginia Beach                            | City de Virginia Beach          | 23,07          | 37,13 | 21                 | First Colonial Road – Naval Air Station Oceana                                                                                | Indiqué sortie 21A (sud) et 21B (nord) en direction est                                               |
| City de Virginia Beach                            | City de Virginia Beach          | 24,43          | 39,32 | 22                 | Birdneck Road – Route alternative pour le front de mer                                                                        | Sortie direction est, entrée direction ouest                                                          |
| City de Virginia Beach                            | City de Virginia Beach          | 25,07          | 40,35 |                    | Parks Avenue / 21st Street – Front de mer de Virginia Beach                                                                   | Terminus est de l'I-264; la route continue vers l'est via les 21st Street et 22nd Street              |
| - Terminus de multiplex - Péage - Accès incomplet |                                 |                |       |                    | | |